# Karl Robert Heger
Karl Robert Heger (* 19. Oktober 1884 in Karlsruhe; † 26. August 1962) war ein deutscher Fußballspieler.

## Karriere
Heger gehörte dem Karlsruher FC Phönix, der sich ab 1912 – durch Zusammenschluss mit dem FC Alemannia – Karlsruher FC Phönix (Phönix-Alemannia) nannte, von 1899 bis 1918 als Mittelfeldspieler an. In den vom Verband Süddeutscher Fußball-Vereine organisierten Meisterschaften kam er zunächst in der Saison 1902/03 im Bezirk Württemberg, in der Saison 1903/04 im Gau Mittelbaden, zum Einsatz.  
Von 1904 bis 1908 spielte er innerhalb des Südkreises im Gau Mittelbaden, von 1908 bis 1914 im leistungsdichteren und nicht in Gaue unterteilten Südkreis, aus dem er mit seiner Mannschaft 1909 als Meister hervorging und damit auch an der Endrunde um die Süddeutsche Meisterschaft teilnahm. In dieser setzte sich seine Mannschaft als Erster vor den übrigen drei Kreismeistern durch. Der Gewinn der Süddeutschen Meisterschaft berechtigte seine Mannschaft zur Teilnahme an der Endrunde um die Deutsche Meisterschaft. Er bestritt das mit 5:0 gegen den München-Gladbacher FC 94 gewonnene Viertelfinale, das mit 9:1 gegen den SC Erfurt 1895 gewonnene Halbfinale und das mit 4:2 gegen den BTuFC Viktoria 89 gewonnene Finale. Als Titelverteidiger kam er nochmals beim 2:1-Viertelfinalsieg beim VfB Leipzig und bei der 1:2-Halbfinalniederlage gegen den späteren Deutschen Meister Karlsruher FV zum Einsatz.

## Erfolge
- Deutscher Meister 1909
- Süddeutscher Meister 1909
- Südkreismeister 1909